# Jurij Konowałow
Jurij Siemionowicz Konowałow, ros. Юрий Семёнович Коновалов (ur. 30 grudnia 1929 w Baku, zm. 25 maja 2008 w obwodzie smoleńskim) – azerski lekkoatleta (sprinter) startujący w barwach ZSRR, dwukrotny wicemistrz olimpijski.
Wystąpił w biegu na 200 metrów na mistrzostwach Europy w 1954 w Bernie, ale odpadł w półfinale.
Na igrzyskach olimpijskich w 1956 w Melbourne zdobył srebrny medal w sztafecie 4 × 100 metrów (w składzie: Łeonid Barteniew, Boris Tokariew, Konowałow i Władimir Suchariew). Na tych samych igrzyskach odpadł w półfinale biegu na 100 metrów i eliminacjach biegu na 200 metrów. Wywalczył brązowy medal w sztafecie 4 × 100 metrów (w składzie: Tokariew, Edwin Ozolin, Konowałow i Barteniew) na mistrzostwach Europy w 1958 w Sztokholmie, a także zajął 5. miejsce w finale biegu na 100 metrów i 6. miejsce w finale biegu na 200 metrów.
Ponownie zdobył srebrny medal w sztafecie 4 × 100 metrów (w składzie: Gusman Kosanow, Barteniew, Konowałow i Ozolin) na igrzyskach olimpijskich w 1960 w Rzymie. W biegach na 100 metrów i na 200 metrów odpadł w ćwierćfinałach.
Odnosił również sukcesy w sporcie akademickim. Zdobył brązowy medal w biegu na 200 metrów na Akademickich Mistrzostwach Świata (UIE) w 1957 w Moskwie.
Był mistrzem ZSRR w biegu na 100 metrów w 1957 i w biegu na 200 metrów w 1958.
Był dwukrotnym rekordzistą ZSRR w sztafecie 4 × 100 metrów do wyniku 39,4 s (15 lipca 1961 w Moskwie). Wyrównał również rekord ZSRR w biegu na 100 metrów czasem 10,3 s (7 września 1957 w Charkowie).
Został odznaczony tytułem Zasłużonego Mistrza Sportu ZSRR (1957) i orderem „Znak Honoru”.
Zmarł w obwodzie smoleńskim. Jest pochowany w Smoleńsku.